# Maxillaria huebschii
Maxillaria huebschii är en orkidéart som beskrevs av Heinrich Gustav Reichenbach. Maxillaria huebschii ingår i släktet Maxillaria och familjen orkidéer.
Artens utbredningsområde är Colombia. Inga underarter finns listade i Catalogue of Life.